# Beskyd
Beskyd je přírodní rezervace v oblasti Východní Karpaty.
Nachází se v katastrálním území obce Svetlice v okrese Medzilaborce v Prešovském kraji. Území bylo vyhlášeno či novelizováno v roce 1981 na rozloze 49,44 ha. Ochranné pásmo nebylo stanoveno.